# Pyrrocoma integrifolia
Pyrrocoma integrifolia là một loài thực vật có hoa trong họ Cúc. Loài này được (Porter ex A.Gray) Greene miêu tả khoa học đầu tiên năm 1894.